# Nysted
Nysted é um município da Dinamarca, localizado na região sul, no condado de Storstrom.
O município tem uma área de 142 km² e uma  população de 5 462 habitantes, segundo o censo de 2004.